# Loxophlebia pheiodes
Loxophlebia pheiodes là một loài bướm đêm thuộc phân họ Arctiinae, họ Erebidae.